# Leucaena lempirana
Espèce
Statut de conservation UICN

 EN  : En danger
Leucaena lempirana est une espèce de plantes à fleurs de la famille des Fabaceae.

## Publication originale
- Contributions from the University of Michigan Herbarium 21: 279–282, f. 1. 1997. (20 Oct 1997)